# SF의 정의

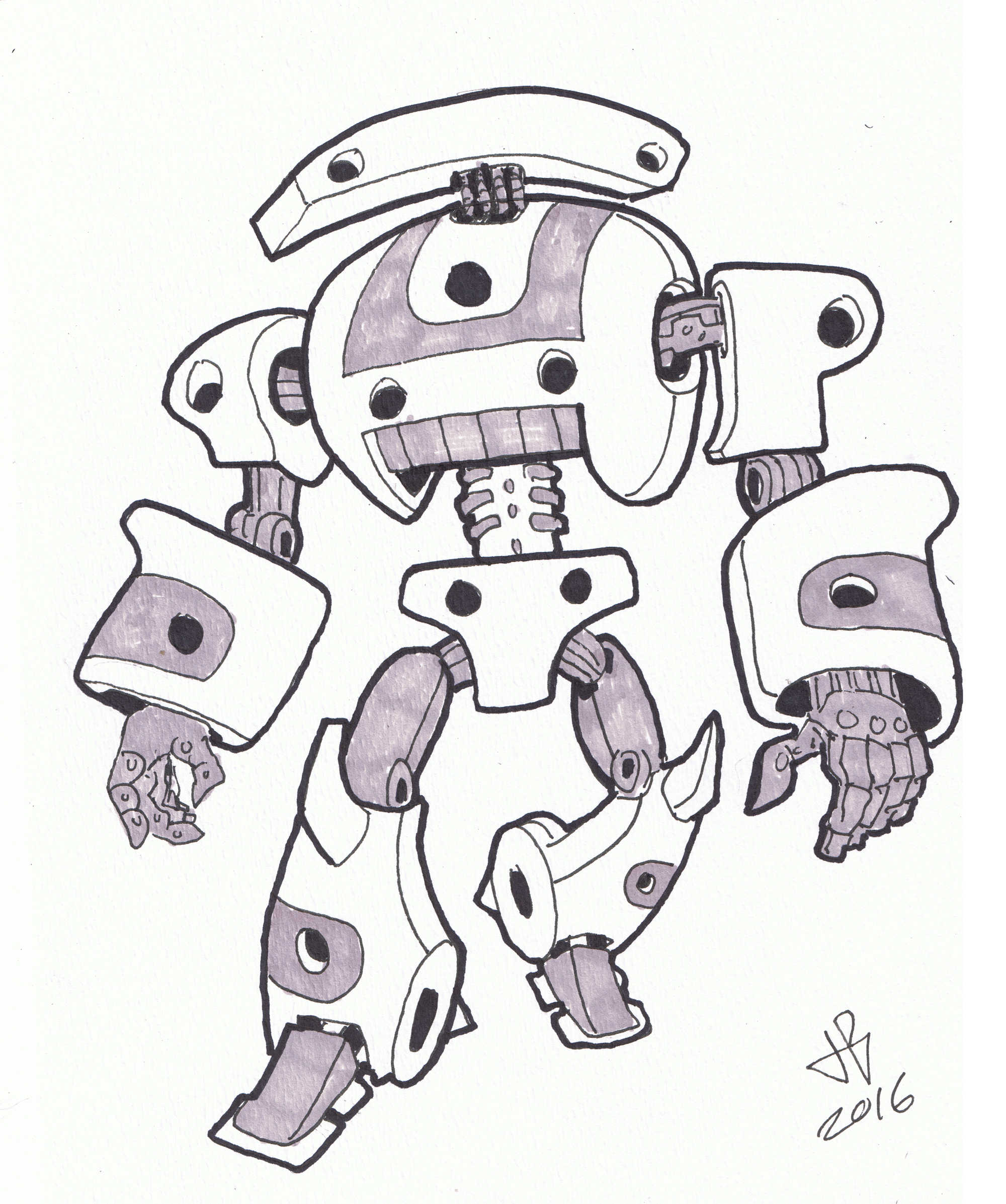
잉크와 마커 로봇 그림.

SF를 정의하려는 수많은 시도가 있었다. 이 문서는 SF가 장르로 정립된 이후 작가, 편집자, 평론가, 팬들에 의해 시도된 정의의 목록이다. "사이언스 판타지", "사변 소설", "우화 소설fabulation" 등 연관된 용어에 대한 정의들 역시 그것들이 과학소설의 요소들을 정의하거나 관련된 정의를 조명할 경우 포함되어 있다.(예시로 아래에서 로버트 스콜즈의 "우화 소설"과 "구조적 우화 소설"에 대한 정의를 보라.) SF의 하위 유형에 관한 몇몇 정의들 또한 포함됐다.(예시로 데이비드 케터러의 "철학 지향적 과학 소설philosophically oriented science fiction"에 대한 정의를 보라.) 아울러 SF 그 자체보다는 SF 이야기를 정의하는 몇몇 정의들도 포함됐는데, 그것이 SF의 가장 기본적인 정의를 조명하기 때문이다.
존 클루트와 피터 니컬스가 편찬한 《SF 백과사전 The Encyclopedia of Science Fiction》은 "SF의 정의"라는 표제하에 정의의 문제에 관한 광범위한 논의를 담고 있다. 저자들은 비록 SF가 균질적이지 않다는 점에서 발생하는 불가피한 의견 차이를 고려하긴 했지만, 학술적 토론을 촉진시키는 데 가장 유용하게 쓰인 다코 수빈의 정의를 숙고했다. 사전에서 인용한 수빈의 정의는 1972년 만들어진 것으로 내용은 다음과 같다. "SF는 소격과 인지가 대면하고 상호 작용하며, 작가의 경험적 환경을 대체하는 상상적 틀이 주요한 형식적 장치일 것이 필요충분 조건인 문학 장르." 《백과사전》 해당 문서의 저자들-브라이언 스테이블포드, 클루트, 니컬스-은 설명하길, 수빈이 말하는 "인지"는 합리적인 이해의 추구를 의미하며, 그의 소격 개념은 베르톨트 브레히트가 개발한 소외 개념과 비슷한데, 즉 소재의 제조 방법은 낯설어 보이면서도 인식 가능하다.
인용문은 연대순으로 나열됐다. 연대 불명의 인용문은 마지막에 배치했다. 아래 목록은 "science fiction" 용어에 관한 건백(Gernback)의 재정의는 제외했다. 장르계의 명문집 편집자이자 포퓰리스트, 역사가인 샘 모스코위츠(1920-1997)에 따르면, 이 문제에 관한 건백의 마지막 말은 다음과 같았다. "SF는 지식, 지식의 외삽법, 혹은 논리적 이론 과학의 요소를 포함한 인기있는 엔터테인먼트 형식이다." 목록은 또한 존 W. 캠벨의 악명 높은 정의 "내가 SF라고 부르는 것이 SF다"도 제외했다.

## 정의

### 연대순
- 휴고 건즈백. 1926.  "내가 '사이언티픽션'이란 말로 가리키는 것은 쥘 베른, H. G. 웰즈, 에드가 앨런 포 타입의 이야기-과학적 사실과 예언적 비전이 혼합된 매력적인 로망스이다…이러한 놀라운 이야기들은 단지 대단히 흥미로운 독서 경험을 제공할 뿐만 아니라 언제나 교육적이기도 하다. 이런 이야기는 입맛에 맞는 양식으로…지식을 전달하고…오늘날 사이언티픽션에서 묘사된 새로운 모험들은 훗날 충분히 실현 가능하며…역사적 관심을 받도록 예정된 많은 훌륭한 과학 이야기들이 여전히 쓰여지고 있다…후대에 사이언티픽션은 단지 문학, 픽션 영역에서 뿐만 아니라, 진보의 영역에서도 새로운 평가를 받을 것이다."[3][4]
- J. O. 베일리.  1947.  "과학적 픽션의 한 부분은 상상의 발명품 이야기나 자연 과학의 발견, 그리고  필연적인 도전과 경험이다…이것은 반드시 과학적 발견-적어도 작가가 가능한 한 과학에 합리화시킨 발견이어야 한다."[5][6][7]
- 로버트 A. 하인라인. 1947.  "한 번 잡동사니를 그러모아 진짜배기 SF 이야기를 정의해보자: 1. 조건은 어떤 점에선 반드시, 지금-여기와는 달라야 한다. 비록 차이점이 이야기의 전개 중에 만들어진 발명품 단 하나라고 해도. 2. 새로운 조건은 이야기에서 반드시 본질적 요소가 되어야한다. 3. 문제 그 자체-"플롯"-는 반드시 인간의 문제여야 한다. 4. 인간의 문제는 반드시 새로운 조건을 통해 만들어졌거나, 아니면 필수불가결하게 그로부터 영향받아야만 한다. 5. 마지막으로, 확립된 사실은 위반하지 말아야하며, 더 나아가 이야기가 현재 수용되는 이론과 반대되는 이론을 필요로 할 때 새로운 이론은 합리적으로 그럴듯하게 세워져야 하고 작가는 확립된 사실을 가능한 한 만족스럽게 포함하고 설명해야 한다. SF는 억지스러울지도 모르고, 환상적으로 보일 수도 있지만, 절대로 관찰된 사실을 변화시켜선 안 된다. 즉, 당신이 인류는 화성인의 후손이라고 가정한다면, 당신은 반드시 우리와 지구의 유인원들 간의 명백하게 가까운 관계에 대해서도 설명해야 한다."[8]
- 존 W. 캠벨 2세.  1947.  "판타지가 아닌 SF가 되기 위해서는, 지식을 통한 예언적인 외삽법에 대한 정직한 노력이 필수적이다."[9]
  - ―.  "과학적 방법론은 잘 구축된 이론은 모든 알려진 현상을 설명할 뿐만 아니라, 새롭고 아직 발견되지 않은 발견도 예측한다는 명제를 포함한다. SF는 비슷한 시도를 하고-그것을 기계만이 아니라 인간 사회에도 적용했을 때의 결과가 어떤 모습일지를 이야기 양식으로 적어낸다."[notes 1]
- 데이먼 나이트. 1952.  일련의 책 리뷰 칼럼을 시작하며, 나이트는 다음 글을 전제 중 하나로 명시했다. "'과학 소설'이라는 용어는 그릇된 명칭이며, 이와 같은 정의는 단지 피 묻은 주먹으로 귀결된다는 것에 두 명의 매니아는 동의했다. 보다 나은 라벨들이 고안되어 왔는데도(내 생각엔 하인라인의 제안인 '사변 소설'이 가장 좋은 것 같다), 우리는 여기에 매달리고 있다. 만약 우리가 'The Saturday Evening Post'처럼, 과학 소설은 우리가 그 용어를 입에 담을 때 가리키는 것을 뜻한다는 사실을 기억한다면, 이 용어는 특별한 해를 끼치진 않을 것이다."[11]
- 시어도어 스터전. 1952. "SF 이야기는 과학적 내용물이 아니었으면 일어나지 않았을 인간의 문제와 해결법을 인류를 중심으로 다루는 이야기이다.[12]
- 배질 대븐포트.  1955.  "SF는 과학을 통한 상상의 발명품이나 사회의 경향에 대한 외삽법에 기반한 소설이다."[13]
- 에드먼드 크리스친.  1955.  SF 이야기는 "글을 쓰는 시점에서 아직 실제로 경험되지 못한 기술이나 기술의 영향, 혹은 인류와 같은 자연 질서의 교란을 전제한다."[14][15]
- 로버트 A. 하인라인. 1959.  "과거와 현재의 현실 세계에 대한 적절한 지식과 과학적 방법론의 성질과 의미에 대한 철저한 이해에 단단하게 기반한, 가능성 있는 미래의 사건에 대한 현실적인 추측. 이 정의로 모든 SF('거의 모든' SF가 아닌)를 다루려면 '미래'라는 단어만 삭제하면 된다."[16]
- 킹즐리 에이미스.  1960.  "SF는 산문 이야기의 한 종류로, 우리가 알고 있는 세상에서는 생겨날 수 없는 상황을 다루지만, 그 기술은 인간이나 외계 생명체에 기원을 두고 있는 과학이나 기술, 혹은 유사-과학이나 유사-기술의 몇몇 혁신에 기초를 두고 가설화 된 것이다."[17]
- 제임스 블리시.  1960 혹은 1964.  사이언스 판타지는 "이야기 전반에서 개연성이 구체적으로 호출되지만, 작가의 변덕에 따라 버려지고 어떤 명백한 시스템이나 원칙에 기초하고 있지 않은 일종의 혼종이다."[18]
- 로드 셜링. 1962. "판타지는 개연성 있게 만들어진 불가능한 것. SF는 가능하게 만들어진 개연성 없는 것."[19]
- 주디스 메릴.  1966.  "사변 소설: 우주, 인간, '리얼리티'에 대해서 투영, 외삽법, 아날로그, 가설과 종이 실험을 통해 탐구하고, 발견하고, 배우는 것이 목표인 이야기. (…) 나는 여기서 '사변 소설'이라는 용어를 특히 가정된 리얼리티의 근사치를 검사할 때 사용하던 전통적인 '과학적 방법론'(관찰, 가설, 실험)의 양태를 묘사하는 데 사용하고 있는데, 주어진 변화들-상상적이거나 발명된-을 '알려진 사실'의 일반적인 배경에 도입함으로써, 캐릭터의 반응과 인식이 발명품이나 캐릭터, 혹은 둘 다에 관한 무언가를 밝히는 환경을 창조한다."[notes 2]
- 데이먼 나이트. 1967. "우리가 그걸 SF 라고 부르면 그건 SF다"[22]
- 어슐러 K. 르 귄. 1969. "모든 소설은 은유다. SF는 은유다. 그것이 기존 소설 형태와 차별화되는 것은, 우리 동시대 삶에서 한 커다란 지배력을 가진 것들― 즉 과학, 모든 분야의 과학, 그리고 테크놀로지, 또 상대주의적이고 역사적인 견해 등의 것들로부터 가져온 새로운 은유들을 사용하기 때문일 것이다. 우주 여행은 그런 은유들 중에 하나다. 대안 사회론이나, 대안 생물학도 그렇다. 미래 또한 그렇다. 소설에 있어 미래란, 은유다."[23]
- 다코 수빈.  1972.  SF는 "소격과 인지가 대면하고 상호 작용하며, 작가의 경험적 환경을 대체하는 상상적 틀이 주요한 형식적 장치일 것이 필요충분조건인 문학 장르이다."[4][24]
- 스타니스와프 렘. 1973. "어떤 것을 보여주든지 간에 그것이 원칙상 경험적이고 이성적으로 해명될 수 있어야 한다는 것이 과학소설의 전제이다. 과학소설에서는 해명할 수 없는 경이로움이나 초월성, 악마 등이 결코 존재할 수 없으며, 일어나는 사건들의 유형도 실제로 일어날 법 해야 한다." "과학소설은 비유가 아니다. 하지만 과학소설은 비유가 자신의 과업이라고 보지 않는다. 즉 과학소설과 카프카는 창작의 아주 이질적인 두 갈래다. 과학소설은 사실적이지 않다. 그렇지만 과학소설은 사실적인 문학의 일부가 아니다. 미래? 과학소설 작가들이 미래 예측의 가능성을 얼마나 자주 부인해왔던가! 마침내 과학소설은 21세기의 신화라 불린다. 그러나 신화의 존재론적 특징은 반(反)경험적이며, 기술문명이 신화를 가진다 해도 그 자체가 신화를 구체화할 수는 없다. 신화는 일종의 해석 내지 설명이므로, 우선 설명할 대상을 가져야만 한다. 과학소설은 현대의 신화가 된다 하더라도 도덕률이 폐기된 상태에서 등장하고자 애쓴다."[25]
- 토머스 M. 디시. 1973. "모든 s-f의 기본 전제-절대적으로 모든 일이 일어날 수 있고 또 그래야 한다-는 《An Alien Heat》에서처럼 훌륭하고 유쾌하게 실현된 적이 없다." (마이클 무어콕의 1973년 소설 표지 추천 문구).
- 브라이언 올디스.  1973.  "SF는 우리의 발전되었지만 혼란스러운 지식의 상태(과학)에서 성립될 수 있고 특징적으로 고딕 또는 포스트-고딕 틀로 빚어진, 사람과 우주에서 그가 차지하는 자리의 정의에 대한 탐구"[7][26] Revised 1986. "인간의 정의…", "…포스트-고딕 분위기".[4][27][28]
- 레이 브래드버리. 1974.  SF는 "모든 부문의 인간의 상상력, 모든 노력, 모든 아이디어, 모든 기술적 발전, 모든 꿈을 내밀어 받는 단 하나의 영역이다." "나는 우리를 열렬한 모독자들의 국민이라고 부른다. 우리는 어떻게 모든 것이 그렇게 됐는지가 아니라 그렇게 되어야만 했는지를 측정한다. …우리 미국인들은 우리가 희망하는 것보다 낫고 우리가 생각하는 것보다 나쁘며, 말하자면, 우리는 역사상 어떤 역설적인 국민보다도 더 역설적인 국민이다. SF가 그러하듯이. 내일의 아침식사에 대항하는 그때에 대항하는 지금을 측정하기 위한 줄자가 동난 SF를 위하여. SF는 기하학적 스레드 사이에 인류를 삼각 측량하고, 찬양하고, 경고한다." "무엇보다도 SF에 대해서는, 저 멀리 완전한 사회를 알아 내려던 플라톤까지 거슬러 올라가, 언제나 도덕의 우화적 교사였다고 할 수 있다. (…) 이 오후에, 세상에서 그 어떤 거대한 문제도 SF적 문제가 아닌 것은 없다." "SF는 혁명의 픽션이다. 시간, 공간, 의학, 여행, 사상의 혁명…무엇보다, SF는 그들의 기계로 인해 때로는 고양되고 때로는 짓눌리는 따뜻한 피를 지닌 인간 남자와 여자의 픽션이다." "그러므로 현재 우리가 보는 SF는, 과학이나 기계를 넘어서 더 많은 것에 관심을 갖고 있다. 더 많은 것은 언제나 남자와 여자, 아이들 자신이고, 그들이 어떻게 행동하는지, 그들이 어떻게 행동하길 희망하는지에 관한 것이다. SF는 미래의 금속 구조물만큼이나 미래의 행동 양태에도 관심을 기울인다." "SF는 생각하는 사람의 눈썹에서 과학이 튀어나오기 전에 과학에 대해 추측한다. 또 해당 분야의 저자들은 이러한 과학의 과실인 기계에 대해 추측한다. 그리고 우리는 인류가 이러한 기계에 어떻게 반응하고, 어떻게 사용하고, 그들과 함께 어떻게 자라나 그들에 의해 파괴될지를 추측한다. 이 모든 것, 이 모든 것이 환상적이다."[29]
- 데이비드 케터러.  1974.  "철학 지향적 SF는 우리가 알고 있는 광대한 무지의 맥락 안에서 외삽하여, 인류를 근본적으로 새로운 관점으로 이끄는 놀라운 도네donnée나 이론적 해석이 된다.[4]
- 노먼 스핀래드.  1974.  "SF로 출간된 것은 무엇이든 SF다."[4][7][30]
- 아이작 아시모프.  1975.  "SF는 과학과 기술의 변화에 대응하는 인류의 반응을 다루는 문학의 갈래로 정의될 수 있다."[31]
- 로버트 스콜즈.  1975.  우화소설은 "우리에게 우리가 알던 세계와 명확하게 근본적으로 불연속적인 세계를 제공하지만, 결국 어떤 인식적인 방법을 통해 알고있는 세계를 직면하러 돌아오는 픽션이다."[4][32]
  - ―.  1975.  구조적 우화소설에서, "사변 소설의 전통은 우주를 체계들의 체계로, 구조들의 구조로 인식함으로써, 그리고 지난 세기 과학의 통찰력이 가상의 출발점으로 받아들여짐으로써 수정된다. 그러나 구조적 우화소설은 방법론적으로 과학적이지도 않고, 진짜 과학의 대용품도 아니다. 그것은 최신 과학의 영향으로 인식 가능해진 인간의 조건에 대한 가상의 탐구이다. 구조적 우화소설이 가장 선호하는 테마는 인간이나 물리 과학에서 유발된 발전 혹은 계시, 사람들이 반드시 그와 함께 살아야 할 계시 혹은 발전이 주는 충격이다."[4][32]
  - ― 그리고 에릭 랩킨. 1977. "…SF는 인류에 의해 다른 미래가 상상될 수 있을 때만 문학 양식으로 존재하기 시작할 수 있다-특히 현재와 과거에 친숙한 패턴으로부터 삶을 근본적으로 변화시킬 새로운 지식, 새로운 발견, 새로운 모험, 새로운 변이가 있는 미래를." "단테와 밀턴의 세계는 SF와는 별개의 것인데, 왜냐하면 그들은 과학적 사변이나 (얼마나 느슨하든) 과학에 기초한 상상력 대신 종교적 전통에서 비롯된 계획하에 건축됐기 때문이다."[33]
- 제임스 건. 1977. "SF는 현실 세계에 사는 사람의 변화가 미치는 영향이 과거, 미래, 혹은 먼 장소로 투영될 수 있는 것처럼 다루는 문학의 갈래다. SF는 스스로를 자주 과학적이거나 기술적인 변화와 함께 고려하고, 일반적으로 개인이나 집단보다 더 거대한 중요성을 가진 문제를 포함한다. 이를테면 문명이나 종족이 처한 위험이 그렇다."[34]
- 다코 수빈. 1979. "SF에서는 인지적 논리에 의해 검증된 가상적 "노붐"(참신, 혁신)의 내러티브 지배 혹은 헤게모니가 두드러진다."[35]
- 패트릭 패린더.  1980.  "'하드' SF는 '단단한 사실hard facts'과 함께 '하드'하거나 공학적인 과학에 연관돼 있다. 하드 SF의 기본 성향이 현실적이긴 하지만, 미래 세계에 대한 현실적인 추측을 수반할 필요는 없다. 차라리 하드 SF는 과학자들에게 가장 어필하고 종종 그들 자신에 의해 쓰여지는 SF의 종류이다. 전형적인 '하드' SF 작가는 이야기에 대한 기회를 제공할 수 있는 새롭고 낯선 과학적 이론과 발견을 찾고, 그것의 가장 교훈적인 극단에서, 이야기는 단지 독자에게 과학적 개념을 소개하기 위한 틀에 불과하다."[36]
  - ―.  1980. "('소프 오페라'보다는 '호스 오페라' 서부극을 연상시키는) '스페이스 오페라'는 이것[패린더 자신의 "하드 SF" 정의를 뜻함]과는 정반대다. 멜로드라마틱한 모험-판타지는 얄팍하기 짝이 없는 과학적 기초 위에서 진화한 테마와 배경을 포함한다.[36]
- 데이비드 프링글. 1985.  "SF는 환상적 픽션의 양식으로, 현대 과학의 상상적 관점을 공격한다."[37]
- 킴 스탠리 로빈슨.  1987.   Sf는 "역사적 문학이다. …모든 sf 이야기에는, 명시적이거나 암시적으로 우리의 현재의 순간이나 우리의 과거의 어떤 순간을 묘사하는 시대를 연결하는 가상 역사가 있다.[4][38]
- 크리스토퍼 에반스.  1988.  "아마도 가장 명쾌한 정의는 SF가 '만약 이랬다면? what if?'의 문학이라는 것이다. 만약 우리가 시간 여행을 할 수 있다면? 만약 우리가 다른 행성에 살고 있다면? 만약 우리가 외계 종족과 만난다면? 기타 등등. 출발점은 작가가 우리가 알던 것을 지금과는 다르게 가정하는 것이다."[39]
- 아이작 아시모프.  1990.  "'(하드) SF'[는] 진정한 과학적 지식과 함께 플롯 개발과 해결이 그 지식에 의존하는 것이 특징인 이야기이다."[40]
- 아서 C. 클라크. 2000. "SF는 일어날 수 있는-하지만 우리 대부분이 일어나지 않기를 바라는 것이다. 판타지 소설이란 일어날 수 없는 것이지만, 우리는 종종 그것이 일어나길 바란다."(강조는 원저자)[41]
- 홍인기. 2001. "“경이감”은 일상생활에서 접할 수 있는 사물이나 사건과는 다른 무엇인가를 경험할 때 우리가 느끼는 일종의 정신적인 “충격(shock)”에서 시작된다. 그러나 “충격”만으로는 부족하다. (…) 과학소설이 주는 “충격”은 불문율처럼 우리가 무의식적으로 받아들이고 있던 가치체계와 세계관이 깨져나가면서 발생한다. (…)“개념적 돌파”가 일어나는 그 순간 독자는 “소외감”에 사로잡히기 때문이다. 그래서 이 두 가지 연속적인 현상을 우리는 한데 합쳐서 “인지적 소외(cognitive estrangement)”라고도 부른다. 과학소설을 읽는다는 지적인 활동을 통해 패러다임의 변화를 감지하고 그에 따른 인식의 변화과정을 경험하는 과정 전체가 그 한마디 용어에 들어가 있는 셈이다."[42]
- 듀나. 2005. "SF의 독서는 중요합니다. 그건 현대사회가 과학과 기술의 발전에 의해 끊임없이 변화하는 역동적인 세계이고 이 세계에서 살아남으려면 아직 다가오지 않은 세계와 일어나지 않은 모든 가능성에 대한 깊은 사고와 예측은 필수적이기 때문입니다. SF는 바로 그런 사고를 다루는 장르입니다."[43]
- 제프 프루처.  2006.  SF는 "우리의 세계와는 다른 배경(이를테면 새로운 기술로 만들어진 발명품을 통해, 외계인과의 만남을 통해, 다른 역사를 가져서, 기타 등등)을 지닌, 그리고 그 차이점이 하나나 그 이상의 변화나 추측을 통한 외삽법에 기초한 (문학, 영화, 기타 등등의) 장르이며, 따라서 이런 장르에서는 차이점이 (명시적으로나 암시적으로) 초자연적인 것과는 반대로 과학적이거나 합리적으로 설명된다."[44]
- 테드 창. 2009. "SF는 변화의 문학이며, 세상이 급진적으로 변할 수 있음을 인정하며 현실에 반영합니다."
- 스티븐 샤비로. 2014. "그것이 미래태―즉, 현재 실재적이지만 현실적이지는 않는 것―를 구체화하는 방식 때문에 과학소설은 항상 문자 그대로 간주되기를 요구한다. 성공적인 과학소설 작품은 무엇이든 강력한 실재 효과를 만들어낸다. 우리는 과학소설의 묘사를 그저 알레고리 또는 은유로 간주할 수 없다. 또한 우리는 그 묘사를 우리―또는 소설 세계 속의 등장인물들―에게 불가피하게 주어진 사실적 조건으로 수용할 필요가 있다."[45]

### 연대 불명(저자 이름 알파벳 순서 나열)
- 존 보이드. "…보통 현실적인 픽션에 비해 상상적인, 개인[이나] 사회의 행동에 효과를 야기하는 현재의 과학적 발견(들)이나 외삽된 과학적 발견(들)에 관한 스토리텔링"[46]
- 배리 N. 말츠버그. SF는 "상상된 미래, 대체된 현재, 대체된 과거에서 대체된 기술이나 사회 체계가 인류에 미칠 수 있는 영향을 다루는 픽션의 갈래이다."[7]
- 톰 쉬피. "SF는 변화의 문학이며 정의하는 동안 변화하기 때문에 정의하기 힘들다."[7]

### 내용주
1. ↑  조지 O. 스미스의 《Venus Equilateral》 시리즈 서론에서, 원글은 1947년 출간.[10]
2. ↑  원글은 《외삽 Extrapolation》 1966년 5월호에 실림.[20][21]

### 참조주
1. ↑  예를 들어 패트릭 패린더는 말하길, "SF의 정의는 어려운 이상을 향한 일련의 논리적 근사치라기보다는 그들 자신에 기생하는 하위 장르이다." 패트릭 패린더 (1980). Science Fiction: Its Criticism and Teaching. London: New Accents.
2. ↑  Stableford, Brian; Clute, John, and Nicholls, Peter (1993). "Definitions of SF". In Clute, John, and Nicholls, Peter. Encyclopedia of Science Fiction. London: Orbit/Little, Brown and Company. pp. 311–314. ISBN 1-85723-124-4.
3. ↑  원글은 《어메이징 스토리즈》 1926년 4월호에서 실림
4. 1 2 3 4 5 6 7 8  [1993]년 인용: Stableford, Brian; Clute, John, and Nicholls, Peter (1993). "Definitions of SF". In Clute, John, and Nicholls, Peter. Encyclopedia of Science Fiction. London: Orbit/Little, Brown and Company. pp. 311–314. ISBN 1-85723-124-4.
5. ↑  Quoted in [1993] in: Stableford, Brian; Clute, John, and Nicholls, Peter (1993). "Definitions of SF". In Clute, John, and Nicholls, Peter. Encyclopedia of Science Fiction. London: Orbit/Little, Brown and Company. pp. 311–314. ISBN 1-85723-124-4.
6. ↑  Originally published in 《Pilgrims of Space and Time》 (1947)
7. 1 2 3 4 5  Quoted in Jakubowski, Maxim & Edwards, Malcolm, 편집. (1983) [1983]. 《The Complete Book of Science Fiction and Fantasy Lists》. London: Granada. ISBN 0-586-05678-5.
8. ↑  Originally in Eshbach, Lloyd Arthur, 편집. (1947). 《Of Worlds Beyond》. New York: Fantasy Press. 91쪽.; cited from 1964 reprint.
9. ↑  Originally in Eshbach, Lloyd Arthur, ed. (1947). Of Worlds Beyond. New York: Fantasy Press. p. 91.; cited from 1964 reprint.
10. ↑  Smith, George O. (1975). 《Venus Equilateral》. London: Futura Publications. 9–10쪽.
11. ↑  Knight, Damon (1952). "Science Fiction Adventures". Science Fiction Adventures (1952 magazine) (1): 122. Punctuation was misprinted in the original magazine; the quote is punctuated as Knight had it in his collection of essays In Search of Wonder, Chicago: Advent, 1956.
12. ↑  James Blish, writing as William Atheling, Jr., cited this definition of Sturgeon's from a talk he had given.  Blish's article was published in the Autumn 1952 issue of Red Boggs' fanzine 《Skyhook》.  Sturgeon subsequently complained to Blish that he had intended the definition to apply only to good science fiction.Atheling Jr., William (1967). 《The Issue At Hand》. Chicago: Advent. 14쪽.
13. ↑  Davenport, Basil (1955). 《Inquiry Into Science Fiction》. New York: Longmans, Green and Co. 15쪽.
14. ↑  Wyndham, John (1963). 《The Seeds of Time》. Harmondsworth: Penguin. 7쪽., quoted from the Penguin reprint; the original publication was 1956 by Michael Joseph.
15. ↑  “Definitions of Science Fiction”. 2006년 10월 18일에 원본 문서에서 보존된 문서. 2006년 12월 3일에 확인함.
16. ↑  From Heinlein's essay "Science Fiction: Its Nature, Faults and Virtues", originally in Davenport, Basil, 편집. (1959). 《The Science Fiction Novel: Imagination and Social Criticism》. Advent.; cited from Knight, Damon, 편집. (1977). 《Turning Points:Essays on the Art of Science Fiction》. New York: Harper and Row. 9쪽.
17. ↑  Amis, Kingsley (1960). 《New Maps of Hell》. New York: Ballantine. 14쪽.
18. ↑  In "Science-Fantasy and Translations:Two More Cans of Worms", by James Blish.  Cited from a 1974 reprint of Blish, James (1970). 《More Issues At Hand》. Chicago: Advent. 100쪽..  According to the front matter, this essay was originally published in two parts, in 1960 and 1964.  Blish lists a variety of sources, some fanzines and some professional magazines, from which the book was drawn, but does not specify which particular sources formed the basis of this essay.
19. ↑  Rod Serling (1962년 3월 9일). 《The Twilight Zone, "The Fugitive"》.
20. ↑  Parrinder, Patrick (2000). 《Learning from Other Worlds》. Liverpool: Liverpool University Press. 300쪽.
21. ↑  Clareson, Thomas D. (1971). 《Sf: The Other Side of Realism》. Bowling Green, OH: Bowling Green University Popular Press. 60쪽.
22. ↑  Knight, Damon Francis (1967). In Search of Wonder: Essays on Modern Science Fiction. Advent Publishing, Inc. p. xiii. ISBN 978-0-911682-31-1.
23. ↑  어슐러 K. 르 귄, 어둠의 왼손 서문., 시공사, 2009.번역문 보관됨 2015-05-18 - 웨이백 머신
24. ↑  Originally published in 1972
25. ↑  스타니스와프 렘 (1973)., On the Structural Analysis of Science Fiction. 번역문 보관됨 2016-03-05 - 웨이백 머신
26. ↑  Aldiss, Brian (1973). 《Billion Year Spree》.
27. ↑  Aldiss, Brian; Wingrove, David (1986). 《Trillion Year Spree: The History of Science Fiction》. London: Gollancz. ISBN 0-575-03942-6.
28. ↑  복거일 번역(2014)., 복거일 "과학소설은 미래, 가치 모르는 한국 안타깝다" 보관됨 2015-05-18 - 웨이백 머신
29. ↑  Farrell, Edmund J.; Gage, Thomas E.; Pfordresher, John; Rodrigues, Raymond J., 편집. (1974). 《Science Fact/Fiction》. Scott, Foresman and Company. Introduction by Ray Bradbury.
30. ↑  The quote is from the introduction to Spinrad, Norman, 편집. (1974). 《Modern Science Fiction》. Anchor Press.
31. ↑  Asimov, "How Easy to See the Future!", 《Natural History》, 1975
32. 1 2  Scholes, Robert (1975). 《Structural Fabulation》.
33. ↑  Scholes, Robert; Rabkin, Eric S. (1977). 《Science Fiction: History, Science, Vision》. London: Oxford University Press.
34. ↑  《Road to Science Fiction Vol 1》.
35. ↑  《Metamorphoses of SF No 63》.
36. 1 2  Parrinder, Patrick (1980). 《Science Fiction: Its Criticism and Teaching》. London: New Accents. 15쪽.
37. ↑  Pringle, David (1985). 《Science Fiction: The 100 Best Novels》. London: Xanadu. 9쪽.
38. ↑  Robinson, Kim Stanley (1987). “Notes for an Essay on Cecelia Holland”. 《Foundation: the international review of science fiction》 (40). ISSN 0306-4964. 2014년 12월 1일에 원본 문서에서 보존된 문서. 2014년 12월 1일에 확인함.
39. ↑  Evans, Christopher (1988). 《Writing Science Fiction》. London: A & C Black. 9쪽.
40. ↑  Greenberg, Martin & Asimov, Isaac, 편집. (1990). 《Cosmic Critiques》. Cincinnati: Writer's Digest Books. 6쪽.
41. ↑  Clarke, Arthur C. (2000).  Patrick Nielsen Hayden, 편집. 《The Collected Stories of Arthur C. Clarke》. New York: Orb Books. ix쪽. ISBN 0-312-87860-5.
42. ↑  홍인기(2001)., 이매진 칼럼 : 과학소설을 읽는 사람들[깨진 링크(과거 내용 찾기)](현재 링크 유실, 2015년 확인.)퍼온 글
43. ↑  듀나 (2005)., 우리는 왜 SF를 읽는가?
44. ↑  Prucher, Jeff (2007). 《Brave New Words》. Oxford: Oxford University Press. 171쪽.
45. ↑  스티븐 샤비로 (2014)., Dark Eden, 번역문
46. ↑  Pandey, Ashish (2005). “Academic Dictionary of Fiction”. Delhi, India: Isha Books. 137쪽. 2011년 10월 3일에 확인함.